# Castelo do Rei João (Limerick)
‎O Castelo do Rei João‎‎ é um castelo do século XIII localizado na ‎‎Ilha do Rei,‎‎ em ‎‎Limerick,‎‎ ‎‎Irlanda, ‎‎ao lado do ‎‎rio Shannon.‎ Embora o local data de 922 quando os vikings viviam na Ilha, o castelo em si foi construído sob as ordens do ‎‎rei João‎‎ em 1200. Um dos castelos normandos mais bem preservados da Europa, os muros, torres e fortificações permanecem até hoje e são atrações de visitantes. Os restos de um assentamento ‎‎viking‎‎ foram descobertos durante escavações arqueológicas no local em 1900.